# Josh Strickland

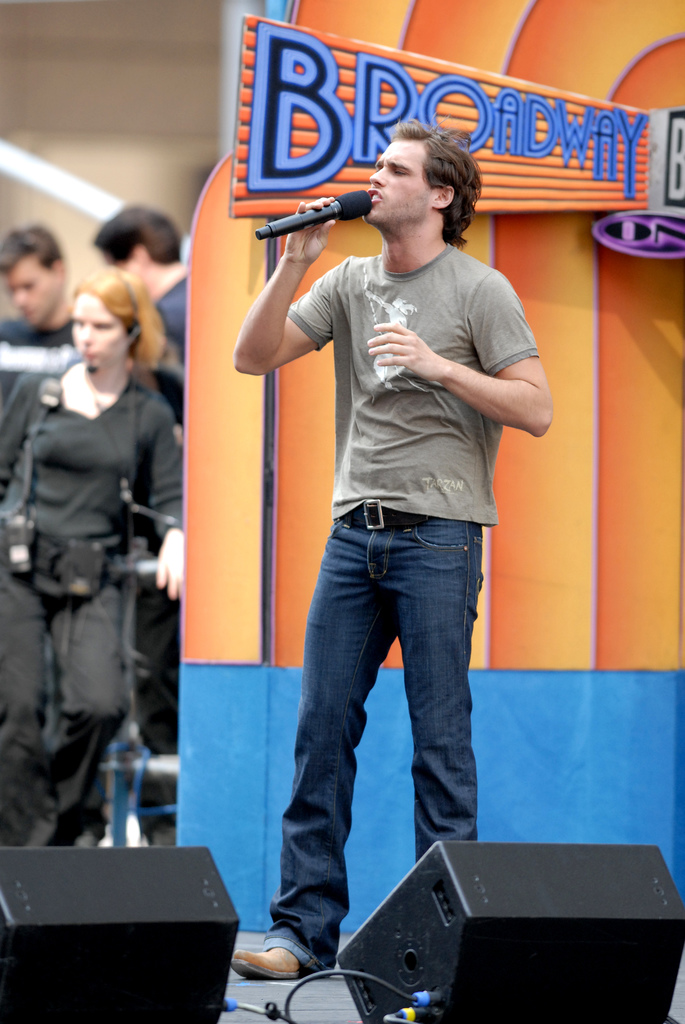
Josh Strickland (2006)

Josh Strickland (* 23. Oktober 1983 in Charleston, South Carolina) ist ein US-amerikanischer Sänger und Schauspieler aus Charleston in South Carolina. 
Josh Strickland nahm im Jahr 2002 an der zweiten Staffel der Castingshow „American Idol“ teil und erreichte das Finale. Bekanntheit erlangte er durch seine Rolle als Tarzan im gleichnamigen "Disney Musical" am Broadway. Nach 14 Monaten wurde das Stück am Broadway wieder abgesetzt. Im Mai 2017 löste Strickland die deutsche Besetzung von Tarzan, Alexander Klaws, in Oberhausen ab.